# Auburn, Massachusetts
Auburn är en kommun (town) i Worcester County i delstaten Massachusetts, USA. Vid 2020 års folkräkning hade kommunen 16 889 invånare.

## Kända personer från Auburn
- Jeffrey Lynn, skådespelare